# Ballykinler
Ballykinler är en ort i Storbritannien.   Den ligger i distriktet Newry, Mourne and Down och riksdelen Nordirland, i den västra delen av landet, 500 km nordväst om huvudstaden London. Ballykinler ligger 8 meter över havet och antalet invånare är 348.
Terrängen runt Ballykinler är huvudsakligen platt, men åt sydväst är den kuperad. Havet är nära Ballykinler söderut. Närmaste större samhälle är Downpatrick, 10,3 km nordost om Ballykinler. 